# Sistema vertebro-basilar
El sistema vertebro-basilar (VBS en inglés) es el grupo de arterias intracraneales que irrigan el tronco encefálico, el cerebelo y el cerebro posterior.
Este sistema es el único en la anatomía humana, en que dos arterias diferentes se fusionan y se continúan en una arteria única. La reducción o detención del flujo sanguíneo en este sistema, determina síntomas pasajeros o lesiones neurológicas permanentes.

## Historia
Los primeros autores en describir las características clínicas de la patología vertebro-basilar, fueron Kubic y Adams en 1946. En 1990, el NINDS definió la Insuficiencia Vertebro Basilar (VBI en inglés), como una isquemia transitoria de la circulación vertebrobasilar, y esa definición ha permanecido desde entonces.

## Anatomía

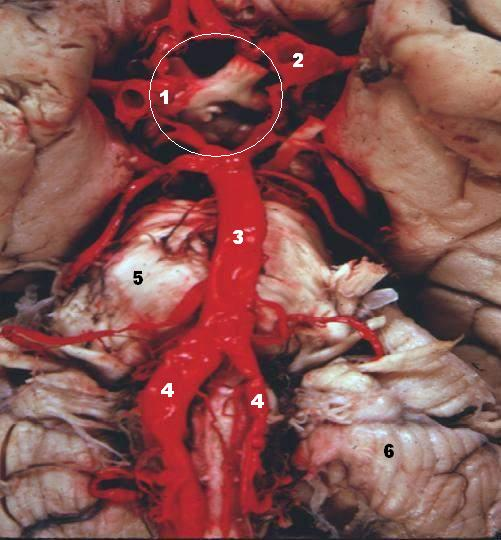
Sistema vertebro basilar. En primer plano (abajo) las arterias vertebrales (4) y el tronco basilar (3) con sus ramas. Preparación anatómica, vista inferior del encéfalo.

El sistema vertebrobasilar o VBS es el único en la anatomía humana, en que dos arterias diferentes se fusionan en una arteria única. Este sistema arterial provee la circulación del encéfalo posterior.
Las dos arterias vertebrales y la arteria basilar proporcionan sangre a la parte posterior del círculo arterial cerebral y se anastomosa con la parte anterior del círculo, irrigado por las arterias carótidas.
El drenaje venoso desemboca, principalmente, en la venas espinales, el seno petroso y venas cerebrales internas.

## Fisiología

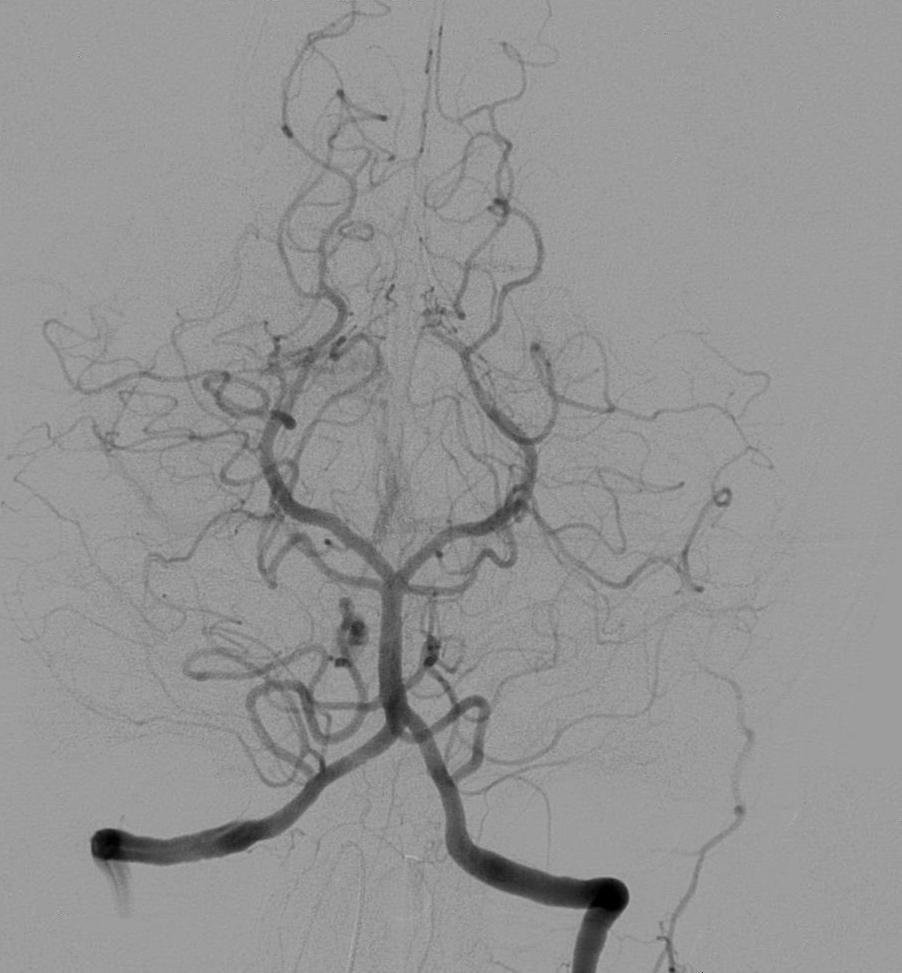
Arteriografía del sistema vertebrobasilar. Arterias Vertebrales (abajo). Las arterias pueden rellenarse por flujo retrógrado desde una sola de ellas.

El sistema vertebrobasilar irriga el tronco encefálico, que es la estructura que permite respirar y tragar. También irriga los lóbulos occipitales cerebrales, que se encargan de la visión, y además irriga el cerebelo, que se encarga del equilibrio y la coordinación.

El flujo sanguíneo cerebral total es de 50 a 60 ml por cada 100 g de encéfalo por cada minuto, en el individuo normal.
En el territorio cerebral el flujo arterial es relativamente constante y representa el 13 % del flujo total corporal.

### Hemodinamia
La dinámica de la sangre arterial en el sistema Vertebral-Basilar, depende de la interacción entre la entrada y la salida del flujo sanguíneo. Las arterias vertebrales determinan el flujo convergente de entrada y las arterias cerebelosa superior y cerebral posterior determinan el flujo divergente de salida de este sistema.

Velocidad de flujo y Tensión de cizallamiento. Las barras de colores muestran los intervalos de velocidad axial y tensión.

Cuando la velocidad del fluido en la arteria aumenta, el flujo pasa de laminar a turbulento y las partículas en lugar de desplazarse como láminas concéntricas se desplazan formando torbellinos.
Las velocidades axiales máximas del sistema Vertebral-Basilar, se encontraron en el rango entre 0,51 m/s y 0,93 m/s en estudios clínicos de adultos sanos.
Si un vaso mayor como la arteria vertebral está ocluido, el flujo puede ser posible todavía, a través de vasos colaterales. Las vías colaterales, primarias o secundarias, pueden proteger la perfusión del parénquima cerebral y por tanto su sobrevivencia.
Los vasos colaterales primarios son aquellos que pueden responder rápidamente con: una presión de perfusión baja y a través de reversión simple del flujo. Los vasos colaterales secundarios requieren tiempo para ser reclutados como respuesta al estrés causado por la hipoperfusión crónica.

## Patología

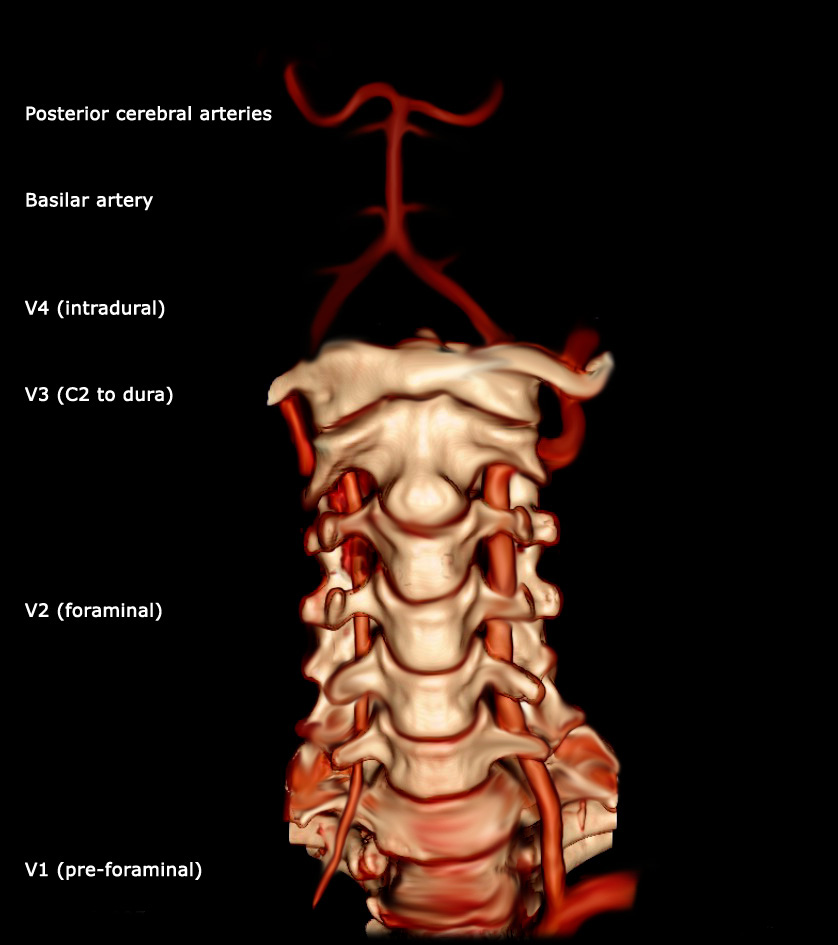
Modelo anatómico.

En algunos casos, el flujo sanguíneo a través del sistema vertebrobasilar puede reducirse o detenerse por completo como consecuencia de diversas patologías.
La alteración vascular más común que afecta el sistema vertebrobasilar es la aterosclerosis, en donde las placas de ateroma causan estrechamiento y oclusión de los grandes vasos.

### Insuficiencia Vertebral-Basilar
La estenosis de las arterias vertebral y basilar secundaria a la arteriosclerosis, conduce a la insuficiencia circulatoria vertebrobasilar y a una circulación posterior pobre y escasa.
En la confluencia vertebrobasilar las placas de ateroma pueden progresar con consecuencias catastróficas, incluyendo la oclusión de la arteria.
Muchas lesiones vertebrobasilares surgen de algún vaso pequeño y ellas son pequeñas y aisladas. Las consecuencias clínicas de estas lesiones más pequeñas, consisten de una variedad de déficits neurológicos focales.
Los síntomas que pueden observarse en la insuficiencia y la isquemia vertebrobasilar son: vértigo, ataxia, disartria, diplopía, trastornos visuales, y pérdida de fuerza.
La oclusión unilateral de la arteria vertebral genera síntomas variables y usualmente benignos. Esto es posible por el relleno retrógrado desde la arteria basilar.
Dependiendo del número de sus vasos colaterales, la oclusión de la arteria basilar puede generar varios síntomas.